# 鈴木萌夏
鈴木 萌夏（すずきもえか、1996年8月6日 - ）は日本のアーティスト、研究者、博士(美術) (東京芸術大学)、歌手。

## 経歴
1996年8月6日、東京に生まれる。2019年3月女子美術大学アート・デザイン表現学科アートプロデュース表現領域を卒業。2021年3月、女子美術大学短期大学部アートデザイン表現学科アートプロデュース表現領域博士課程前期を修了。2024年3月、東京藝術大学大学院美術研究科博士課程先端芸術表現専攻博士後期課程修了。

## 職歴
2024年9月から2025年4月まで、女子美術大学芸術学部アートデザイン表現学科特任助手を務めていた。
現在は現女子美術大学芸術学部アートデザイン表現学科スペース表現領域にて助教を務めながら、制作活動と研究活動を行っている。

## 論文
- 鈴木 萌夏. 画廊史研究における資料整理の実践 : レントゲン藝術研究所の一次資料を元に-The practice of organizing materials for research on the history of art galleries : Based on the original Materials of the Roentgen Kunstinstitut. Arts+ = アーツプラス : 東京藝術大学社会連携センター紀要. 2023. 1. 89-101
- レントゲン藝術研究所の研究 : 資料アーカイヴの実践-Research on Rontgen Kunstinstitut : Practice of material archiving. 2021. 51. 60-67

## 書籍
- 『だえん２０２４』（だえん編集部、2024年）

## 展覧会
- 『レントゲン藝術研究所とは何か』− TOKYO ART BEAT
- 遺伝的美意識—Inherited − MITSUCOSHI(日本三越本店)

## 書評
- 自然とカリグラフィー—MIKITYPEの風景画 ープレスリリース・ニュースリリース配信サービス『PR TIMS』
- 石黒昭の描く;大理石”　ー生活の友社が発行する美術雑誌『美術の窓』
- 石岡瑛子は何者であったのか── 表現を磨くこと、自由と自立を獲得することの先に　ー美術館・博物館と生活者を結ぶアート情報サイト『artscape』
- ある場所が歴史に組み込まれるとき。「佐賀町エキジビット・スペース 1983-2000 現代美術の定点観測」　−『美術手帖』